# Van Vollenhoven (Overijssels geslacht)
Van Vollenhoven was een Oud-Overijssels geslacht met als stamvader Ridder Rading van Vollenhoven, die in 1212 te Zwolle overleed. Dit geslacht moet niet verward worden met het patriciërsgeslacht van Vollenhoven, waartoe mr. Pieter van Vollenhoven behoort. Een connectie tussen laatstgenoemde en stamvader Ridder Rading is namelijk niet bewezen.

## Familieoorsprong
De Van Vollenhovens leefden al vanaf het begin van de 13e eeuw in Zwolle, doch de achternaam hint op een familieoorsprong in het Overijsselse Vollenhove, met name het gebied waar het kasteel stond. De eerder genoemde stamvader wordt omschreven als een rijk en aanzienlijk man. Zijn broer Floris sneuvelde als kruisridder tijdens het beleg van Akko in 1191. De twee zonen van de stamvader van het geslacht, respectievelijk Walther en Pelgrom geheten, waren eveneens aanzienlijke burgers van Zwolle.

## Wapenschild

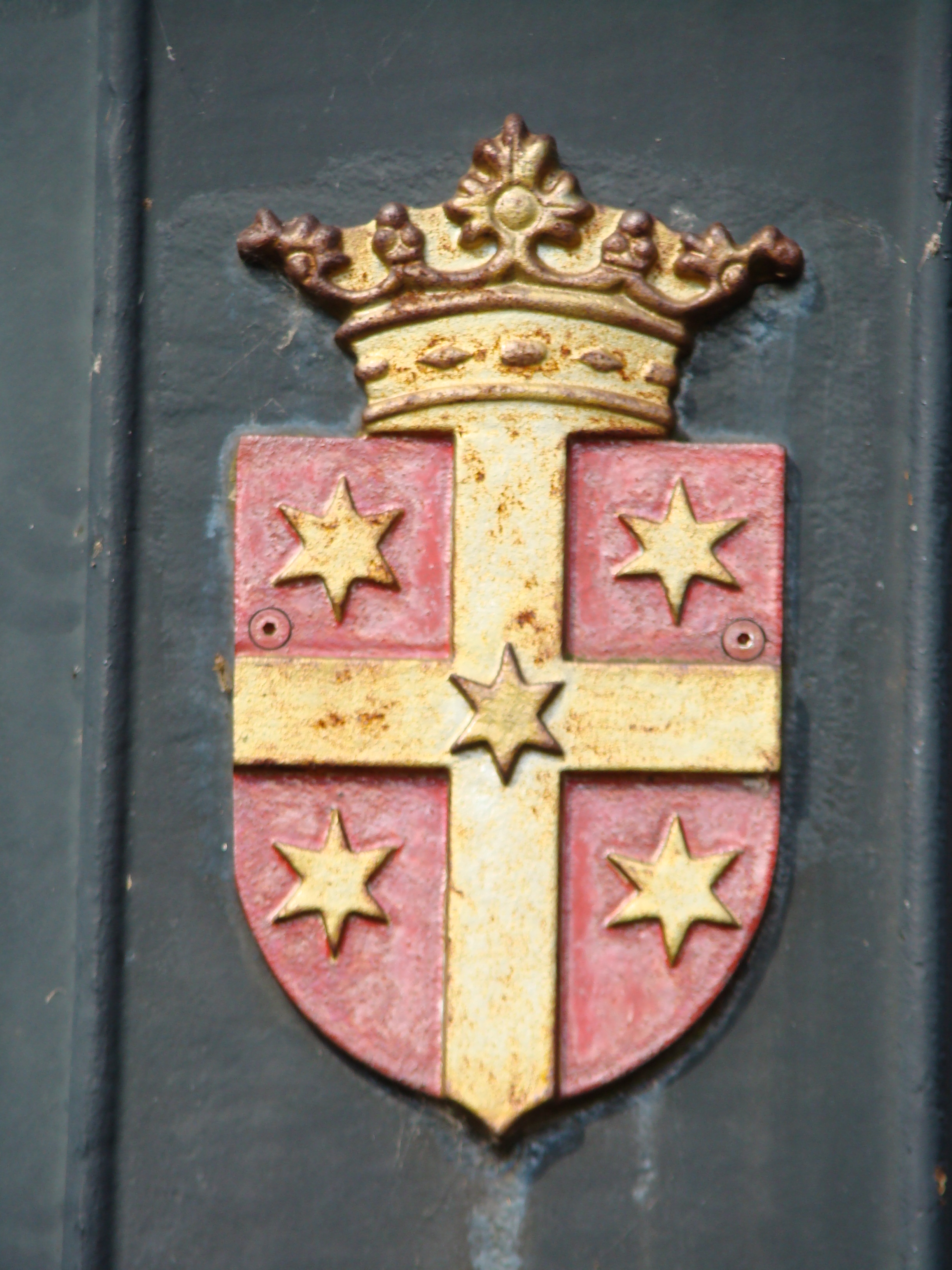
Het stadswapen van Vollenhove

Het wapenschild van de stamvader, Ridder Rading van Vollenhoven, wordt omschreven als een zilveren ster op azuur. Het is goed om te vermelden dat het oudste zegel van de stad Vollenhove eveneens een ster op een azuur veld is. Het wapen van mr. Pieter van Vollenhoven is eveneens een zilveren ster (en hert) op een azuur veld, ondanks de onbewezen familieconnectie.

## Bezittingen en invloed
De van Vollenhovens bezaten in de 13e eeuw grond, havezates en huizen in het Oversticht. Onder de bezittingen was het Hof van Vollenhove en een scheepswerf bij het kasteel te Vollenhove, dat beschreven wordt als een voorouderlijk bezit. Ook was er sprake van goede familiebanden met de bisschoppen van Utrecht.

## Enkele telgen
- Floris van Vollenhoven (gesneuveld in 1191), kruisridder.
- Bernardus van Vollenhoven (overleden op 17 mei 1309 te Zwolle), kanunnik en stichter van het Klooster Bethlehem.
- Herman van Vollenhoven (overleden in 1310), slotvoogd te Vollenhove en doorstond een Friese belegering van het slot Oldehuys in 1306.